# فایه
فایه (یونانی: Φάγε) شرکت صنایع غذایی یونانی است، که در سال ۱۹۲۶ تأسیس شد.